# Ulrich Steinmann
Hans Ulrich Steinmann (* 4. November 1906 in Hagenow; † 1983) war ein deutscher Volkskundler. Er leitete von 1955 bis 1971 das Museum für Volkskunde in Ost-Berlin.

## Leben
Ulrich Steinmann wurde als Sohn des Rechtsanwalts, Organisten und Chorleiters Adolf Steinmann (1858–1945) geboren. Der Kunsthistoriker Ernst Steinmann war sein Onkel.
Steinmann studierte unter anderem Geschichte, historische Hilfswissenschaften und Volkskunde an den Universitäten Rostock, München und Marburg. 1931 wurde er mit einer Arbeit über niederdeutsche Mühlenlieder promoviert. Im folgenden Jahr legte Steinmann in Rostock die Prüfung für das höhere Lehramt für die Fächer Geschichte, Deutsch, Niederdeutsch und Volkskunde ab. Daran anschließend begann seine berufliche Laufbahn als Bibliothekar an verschiedenen wissenschaftlichen Bibliotheken. Ab 1948 war Steinmann an der Forschungsbibliothek Gotha tätig, wo er auch die Arbeit an Ausstellungsvorhaben kennenlernte. Als 1951 das Gothaer Museum aufgebaut wurde, war er an den Arbeiten beteiligt. 1952 arbeitete er dann an Plänen für ein Bauernmuseum in Bad Frankenhausen.
1953 siedelte Steinmann nach Berlin über, wo er an der Vorbereitung der Bauernkrieg-Ausstellung am Museum für Deutsche Geschichte mitwirkte. Im Anschluss an diese Tätigkeit bewarb er sich 1954 auf die neubewilligte Stelle eines wissenschaftlichen Mitarbeiters am Museum für deutsche Volkskunst, das die volkskundliche Sammlung der Staatlichen Museen zu Berlin umfasste. Das ehemalige Staatliche Museum für deutsche Volkskunde befand sich seit 1948 in einer unklaren Lage, die Fortsetzung der Museumstätigkeit war fraglich, eine Verlagerung nach Leipzig stand im Raum. Ludwig Justi als Generaldirektor der Staatlichen Museen zu Berlin setzte sich für die Sammlung ein, die trotz fehlender Leitung Zuwächse in ihrem Bestand verzeichnen konnte. 1955 übernahm Steinmann die Leitung des Museums. In dieser Rolle baute er die Sammlung wieder auf und bereitete die Wiedereröffnung des Museums am 25. Juni 1957 in 16 Räumen des Obergeschosses im Nordflügel des Pergamonmuseums vor. Der lückenhaften Sammlung Rechnung tragend, folgte die erste Aufstellung traditionellen Konzepten mit der Ordnung nach technologischen, thematischen und überwiegend landschaftlichen Gesichtspunkten. Bereits im Herbst des folgenden Jahres wurden die Bestände des Volkskunst-Museums wieder magaziniert, als die Sowjetunion Teile der nach Ende des Zweiten Weltkriegs erbeuteten Kunst- und Kulturgüter an die DDR zurückgab. Auch Objekte aus dem ehemaligen Museum für deutsche Volkskunde befanden sich in diesem Konvolut. In der Folge konnte Steinmann sein Museum, das seit 1958 wieder Museum für Volkskunde hieß, in einem Raum im Erdgeschoss des Pergamonmuseums unter beschränkten räumlichen Bedingungen präsentieren.
Anfang der 1960er Jahre gab es im Rahmen des Umbaus der Landwirtschaft gemeinsam mit dem Institut für Volkskunde der Akademie der Wissenschaften der DDR eine erneute Sammelkampagne des Museums in Brandenburg, Mecklenburg, Thüringen und Sachsen. Die so ins Museum gelangten Objekte zeigte Steinmann anlässlich des 75-jährigen Bestehens in einer Sonderausstellung. Sie sollten in einer Dependance dauerhaft der Öffentlichkeit zugänglich gemacht werden. Steinmann kooperierte dafür mit dem Heimatmuseum Wandlitz, in dessen Nachbarschaft 1966 eine Scheune angemietet wurde, in der ab 1967 die Studiensammlung der landwirtschaftlichen Arbeitsgeräte präsentiert wurde. In einer benachbarten Scheune wurde in der Folge eine Studiensammlung zur Fischerei gezeigt. Steinmann baute zudem die Sammlung wieder im Sinne Rudolf Virchows aus. Der Zuwachs der Sammlung verschlimmerte die Raumnot des Museums, weshalb im Laufe der 1960er Jahre verschiedene Lösungen angedacht wurden. 1960 ging Steinmann davon aus, dass er in Berlin ein dörfliches Freilichtmuseum würde verwirklichen können, womit er an eine alte Idee für sein Museum anknüpfte. In Hinblick auf diesen Plan erwarb er ganze Werkstatteinrichtungen für das Museum. Zwar wurden verschiedene Nutzungen historischer Bausubstanz für das Museum angedacht, aber bis zum Ende von Steinmanns Amtszeit nicht umgesetzt. Im Zusammenhang mit diesen Überlegungen, die oftmals einen direkten inhaltlichen Einfluss auf die angestrebte Ausstellungssituation hatten, wurde zunehmend das Sammlungsprofil in Hinblick auf die arbeitende Bevölkerung der Großstadt hin erweitert, was auch ideologisch mit den Vorstellungen der DDR korrespondierte. Im November 1971 schied Steinmann als Direktor des Museums für Volkskunde in Ost-Berlin aus. Nach einer einjährigen Übergangsphase trat Wolfgang Jacobeit seine Nachfolge an.

## Publikationen
- Das mittelniederdeutsche Mühlenlied. Eine allegorische Darstellung der Messehandlung aus dem 15. Jahrhundert, Wachholtz, Hamburg 1931.
- Ernst Steinmann, Hinstorff, Rostock 1935.
- Zur Ausstellung des Museums für Volkskunde in Berlin: "Textilkunst in der überlieferten Volkskultur. Mit den von der Sowjetunion übergebenen Trachten und Volkstextilien", in: Deutsches Jahrbuch für Volkskunde (1960), S. 439–442.
- Der Widerstandskämpfer Adolf Reichwein, ein Praktiker der Museumspädagogik, Seemann, Leipzig 1961.
- Lucas Cranachs Eheschließung und das Geburtsjahr des Sohnes Hans, in: Forschungen und Berichte, Bd. 11 (1968), S. 124–134.
- Some notes on James Simon, East and West Library, London 1968.
- Der Bilderschmuck der Stiftskirche zu Halle. Cranachs Passionszyklus und Grünewalds Erasmus-Mauritous-Tafel, in: Forschungen und Berichte, Bd. 11 (1968), S. 69–104.
- Die Klimperküle aus Brandenburg, in: Forschungen und Berichte, Bd. 13 (1971), S. 198–202.